# Franck Atsou
Franck Atsou (Lomé, 1º agosto 1978) è un ex calciatore togolese, di ruolo difensore.

## Carriera
È stato convocato al campionato del mondo 2006 dal Togo.